# Чурілов Олександр Володимирович
Олекса́ндр Володи́мирович Чурі́лов (нар. 6 червня 1984, Маріуполь) — український футболіст, воротар. Брат футбольного тренера Григорія Чурілова.

## Біографія
Народився в Маріуполі. Перший тренер — Володимир Колач. Спочатку Чурилов грав на позиції нападника, але пізніше через високий зріст став воротарем. В ДЮФЛ виступав за «Металург» (Маріуполь), «Зорю» (Луганськ), «Шахтар» (Донецьк).
На професіональному рівні став виступати за команди, що представляюли нижчі українські ліги — «Машинобудівник», «Югсталь», «Угольок», «ІгроСервіс», «Олімпік» (Донецьк).

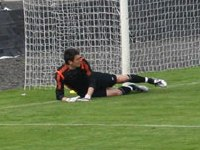
Олександр Чурілов під час виступів за «Буковину».

Узимку 2008 року перейшов в «Фенікс-Іллічівець», але був змушений майже одразу покинути клуб через фінансові проблеми. Новим місцем роботи Олександра став клуб з Молдавії — «Дачія». У команді дебютував 3 травня 2009 року в матчі проти «Ністру» (3:0). Проте стати основним голкіпером Чурілов не зміг і влітку 2009 року залишив Кишинів.
Другу половину 2009 року був у складі прем'єрлігової «Зорі», проте програв конкуренцію досвідченим Ігорю Шуховцеву та Богдану Шусту і виступав лише за молодіжну команду.
З почату 2010 року виступав за кіровоградську «Зірку», де протягом півроку був основним воротарем.
Перед початком сезону 2010/11 перейшов у «Буковину» з Чернівців, депротягом усього сезону був основним воротарем, поки влітку чернівчани не придбали Олександра Мусієнка, що відразу витіснив Чурілова з основи. Тому другу половину сезону 2011/12 провів у армянському «Титані».
Улітку 2012 року перейшов в охтирський «Нафтовик-Укрнафта». У команді взяв 1 номер, де протягом усього сезону 2012/13 років був основним воротарем команди, допомігши «Буковині» зайняти четверте місце в Першій лізі.
Улітку 2013 року перейшов у «Говерлу». У Прем'єр-лізі дебютував 14 липня, у першому ж турі чемпіонату, вийшовши на поле на 10 хвилині замість травмованого Дмитра Бабенка і пропустивши два голи від донецького «Шахтаря».
14 липня 2016 року став гравцем «Тернополя», але вже 1 вересня того ж року було офіційно оголошено, що Чурілов розірвав контракт із клубом за обопільною згодою.

## Досягнення
- Срібний призер чемпіонату Молдови: 2009
- Фіналіст Кубку Молдови: 2009